# 岬公園站

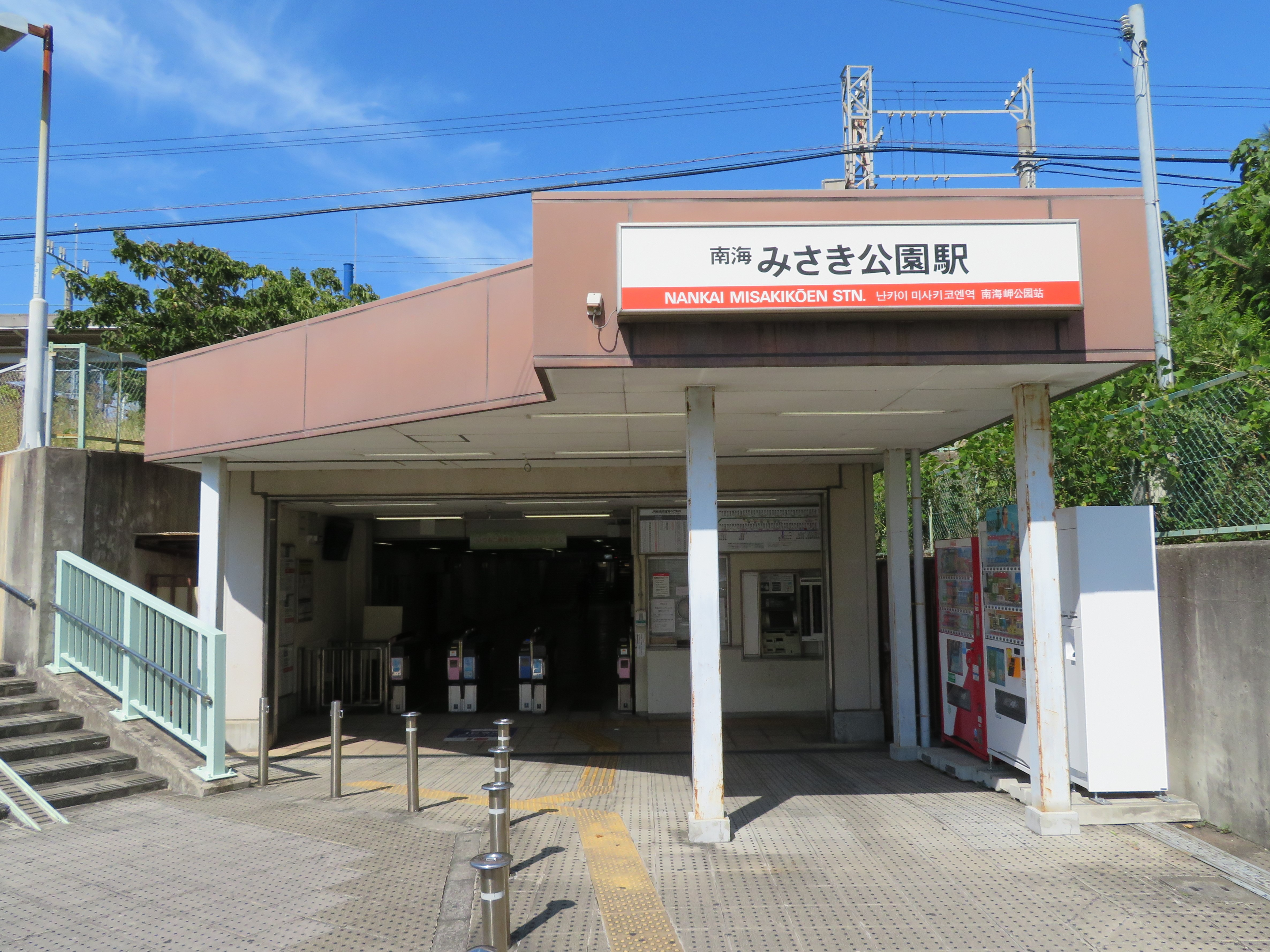
東口

岬公園站（日语：／ Misaki-Kōen eki */?）是位於日本大阪府泉南郡岬町淡輪，屬於南海電氣鐵道的鐵路車站。車站編號為NK41。本站為岬町的代表站，開業當初的站名為「南淡輪站」。1957年4月1日南海車站西側岬公園開園，同年1月1日起，本站改名為現在的「岬公園站」。改稱後一部乘車券等仍印作「岬公園」，車站周邊的道路標識也以「南海 岬公園站」顯示。

## 車站構造

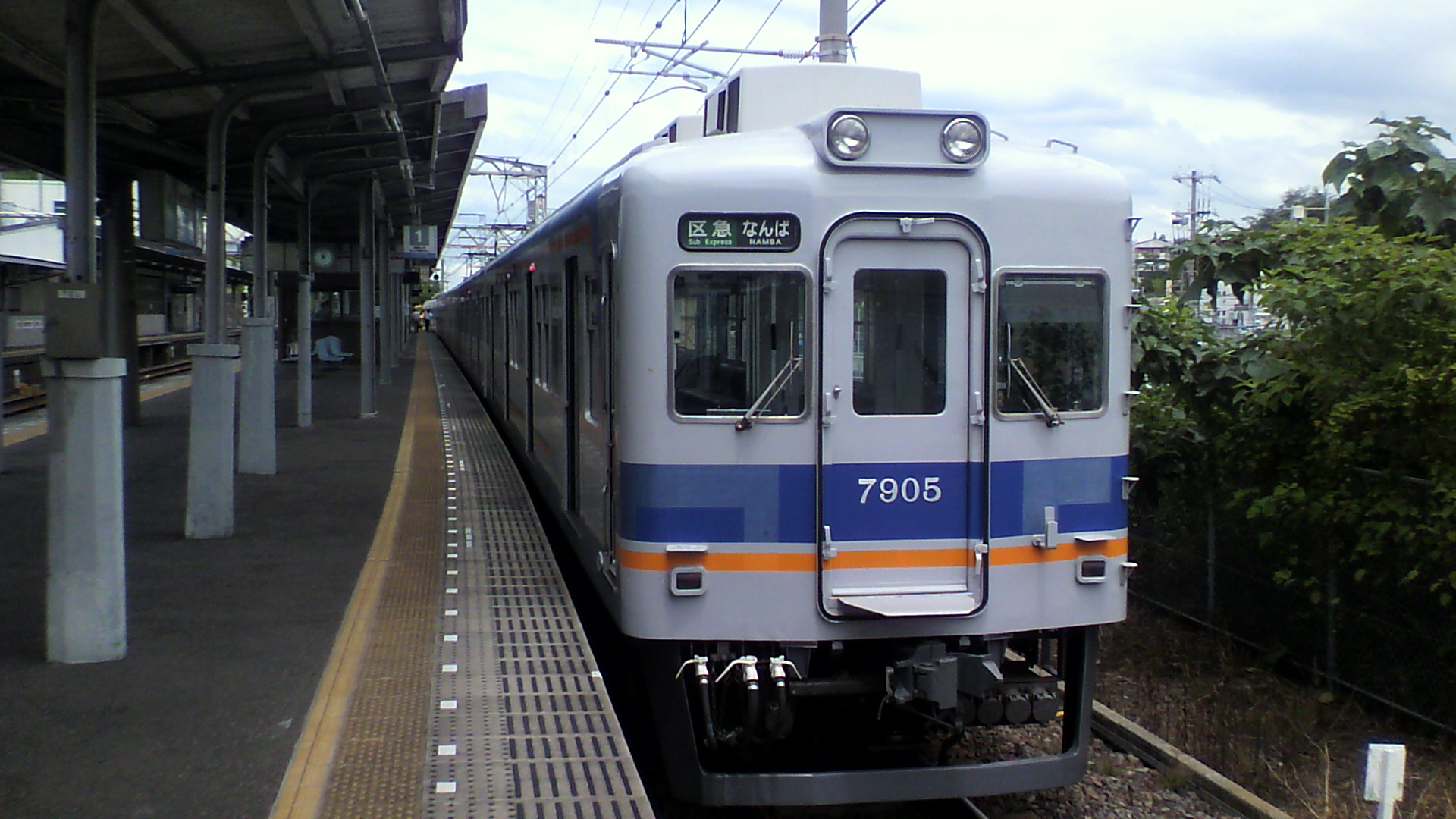
1號月台折返運行區急（2012年6月29日）

本站為建於盛土的島式月台2面5線的地面車站。島式月台各為1、2號月台和3、5號月台，3號月台近和歌山市切欠部分為4號月台。

### 月台配置
| 月台 | 路線     | 方向 | 目的地             | 備註                       |
| ---- | -------- | ---- | ------------------ | -------------------------- |
| 1、2 | 南海線   | 下行 | 和歌山市方向       |                            |
| 3    | 南海線   | 上行 | 關西機場、難波方向 | 此站始發1號月台開出        |
| 4、5 | 多奈川線 | -    | 多奈川方向         | 4號月台只限13時台的列車1班 |

※南海本線的下行本線為2號月台，上行本線為3號月台。多奈川線的本線為4號月台。1、2號月台起可往多奈川線方向、5號月台往難波方向開出。
| ← 南海本線 難波方向                                               | 岬公園站配線圖        | → 南海本線 和歌山市方向 |
|                                                                   | ↓ 多奈川線 多奈川方向 |                         |
| 图例 参考文献：鉄道ピクトリアル 2008年8月臨時増刊「南海電気鉄道」 |                       |                         |

## 使用情況
2016年（平成28年）度1日平均上下車人次為5,132人。
各年度的1日平均上下車人次數如下表。
| 年度   | 1日平均 上下車人次 | 順位 | 來源   |
| ------ | ------------------ | ---- | ------ |
| 2000年 | 7,264              | -    | [ 1 ]  |
| 2001年 | 7,014              | -    | [ 2 ]  |
| 2002年 | 6,847              | -    | [ 3 ]  |
| 2003年 | 6,561              | -    | [ 4 ]  |
| 2004年 | 6,385              | 45位 | [ 5 ]  |
| 2005年 | 6,318              | -    | [ 6 ]  |
| 2006年 | 6,063              | -    | [ 7 ]  |
| 2007年 | 6,064              | -    | [ 8 ]  |
| 2008年 | 5,983              | -    | [ 9 ]  |
| 2009年 | 5,963              | -    | [ 10 ] |
| 2010年 | 5,924              | -    | [ 11 ] |
| 2011年 | 5,871              | 46位 | [ 12 ] |
| 2012年 | 5,588              | 47位 | [ 13 ] |
| 2013年 | 5,531              | 48位 | [ 14 ] |
| 2014年 | 5,459              | 48位 | [ 15 ] |
| 2015年 | 5,450              | 49位 | [ 16 ] |
| 2016年 | 5,132              | 50位 | [ 17 ] |

## 相鄰車站
南海電氣鐵道
 南海本線
■特急南方、■急行
尾崎（NK37）－岬公園（NK41）－和歌山大學前（Fujito台）（NK43）
■區間急行、■普通
淡輪（NK40）－岬公園（NK41）－孝子（NK42）
 多奈川線
岬公園（NK41）－深日町（NK41-1）

## 外部連結
- 岬公園 - 南海電氣鐵道